# Dwars door Vlaanderen (Frauenrennen)
Im Rahmen der Radsportveranstaltung Dwars door Vlaanderen (dt. Quer durch Flandern) findet seit 2012 ein Frauenradrennen statt.
Das Eintagesrennen war zunächst Teil des belgischen Radsportkalenders und wurde zur Saison 2017 in die UCI-Kategorie 1.1 des Kalenders der Union Cycliste Internationale aufgenommen. 2026 soll es erstmals im Rahmen der UCI Women’s WorldTour stattfinden.

## Siegerinnen
| Jahr | Siegerin             | Zweite               | Dritte              |          |
| ---- | -------------------- | -------------------- | ------------------- | -------- |
| 2012 | Monique van de Ree   | Gilke Croket         | Petra Dijkman       |          |
| 2013 | Kirsten Wild         | Jolien D’hoore       | Monique van de Ree  |          |
| 2014 | Amy Pieters          | Kim de Baat          | Amy Cure            |          |
| 2015 | Amy Pieters          | Floortje Mackaij     | Christina Siggaard  |          |
| 2016 | Amy Pieters          | Jolien D’hoore       | Eileen Roe          |          |
| 2017 | Lotta Lepistö        | Gracie Elvin         | Lisa Brennauer      |          |
| 2018 | Ellen van Dijk       | Amy Pieters          | Floortje Mackaij    |          |
| 2019 | Ellen van Dijk       | Marta Bastianelli    | Lucinda Brand       |          |
| 2020 | abgesagt             | abgesagt             | abgesagt            | abgesagt |
| 2021 | Annemiek van Vleuten | Katarzyna Niewiadoma | Alexis Magner       |          |
| 2022 | Chiara Consonni      | Julie De Wilde       | Elise Chabbey       |          |
| 2023 | Demi Vollering       | Chiara Consonni      | Marianne Vos        |          |
| 2024 | Marianne Vos         | Shirin van Anrooij   | Letizia Paternoster |          |
| 2025 | Elisa Longo Borghini | Lotte Kopecky        | Elisa Balsamo       |          |